# Шик, Светлана Семёновна
Светлана Семёновна Шик (р. 16 апреля 1955, Опочка, Псковская область — 24 июня 2015, Цвиккау, Германия) — российская поэтесса и переводчица.